# Marie Kyselková
Marie Kyselková (sinh ngày 20 tháng 8 năm 1935 tại Brno) là một người mẫu và diễn viên điện ảnh được mến chuộng một thời của Điện ảnh Tiệp Khắc. Bà được biết đến với nhân vật Công chúa Lada (bộ phim Nàng công chúa có ngôi sao vàng trên trán) - vai chính duy nhất trong quãng đời hoạt động nghệ thuật ngắn ngủi của mình.

## Tiểu sử và sự nghiệp
Sau khi tốt nghiệp Trung học ở Brno, vì lý do sức khỏe không tốt, Marie Kyselková chuyển lên Praha và bước vào lĩnh vực nghệ thuật với vai trò người mẫu thời trang. Người tìm thấy Marie Kyselková là đạo diễn Jiří Sequens, bà được mời đảm nhận một vai nhỏ trong bộ phim Núi gió (1955).
Sau đó, Marie Kyselková làm diễn viên ở Nhà hát SK Neumann (nay là Nhà hát Palmovka). Bà vẫn đều đặn tham gia các bộ phim Quả bom (1957) và Khát khao (1958), nhưng vẫn chỉ là các vai nhỏ. Tuy nhiên, cơ hội tỏa sáng chợt đến với Marie Kyselková khi diễn viên đảm nhận vai Công chúa Lada Miriam Hynková phải rút lui do sức khỏe yếu, bà được đạo diễn Martin Frič tin tưởng mời thế chỗ. Bộ phim hoàn thành và thành công vang dội, đưa Marie Kyselková từ một diễn viên vô danh lên hàng ngôi sao, được công chúng yêu điện ảnh Tiệp Khắc biết đến.
Tuy nhiên, ngay sau đó, Marie Kyselková đột ngột từ giã phim trường, trở về với đời sống gia đình với vai trò người vợ của một diễn viên điện ảnh nổi tiếng và người mẹ của ba con nhỏ.

### Phim đã tham gia
- 1955: Núi gió (đạo diễn Jiří Sequens)
- 1957: Quả bom (đạo diễn Jaroslav Balík)... Lída
- 1958: Khát khao (đạo diễn Vojtěch Jasný)
- 1959: Nàng công chúa có ngôi sao vàng trên trán (đạo diễn Martin Frič)... Công chúa Lada